# Melanin-koncentrirajući hormonski receptor
Melanin-koncentrirajući hormonski receptori (MCHR) su nadavno bili karakterisani: MCH-R1 i MCH-R2. Ova dva receptora su približno 38% homologna.
- je izražen kod svih sisara.
- je nađen sam kod nekih primata i mesojeda, što obuhvata pse, feretki i ljude.

## Klinički značaj
Antagonisti su potencijalno korisni za lečenje gojaznosti, strepnje i depresije. Moguće je da će agonisti naći upotrebu u tretmanu osteoporoze.
U toku su istraživanja za antagoniste oba MCH receptora, R1 i R2.

## Literatura
1. ↑  Handlon AL, Zhou H (2006). „Melanin-concentrating hormone-1 receptor antagonists for the treatment of obesity”. J. Med. Chem. 49 (14): 4017—22. PMID 16821761. doi:10.1021/jm058239j.
2. ↑  Luthin DR (2007). „Anti-obesity effects of small molecule melanin-concentrating hormone receptor 1 (MCHR1) antagonists”. Life Sci. 81 (6): 423—40. PMID 17655875. doi:10.1016/j.lfs.2007.05.029.
3. ↑  Shimazaki T, Yoshimizu T, Chaki S (2006). „Melanin-concentrating hormone MCH1 receptor antagonists: a potential new approach to the treatment of depression and anxiety disorders”. CNS drugs. 20 (10): 801—11. PMID 16999451.
4. ↑  Bohlooly-Y M, Mahlapuu M, Andersén H, Astrand A, Hjorth S, Svensson L, Törnell J, Snaith MR, Morgan DG, Ohlsson C (2004). „Osteoporosis in MCHR1-deficient mice”. Biochem. Biophys. Res. Commun. 318 (4): 964—9. PMID 15147966. doi:10.1016/j.bbrc.2004.04.122.
5. ↑  Saito Y, Maruyama K (2006). „Identification of melanin-concentrating hormone receptor and its impact on drug discovery”. J. Exp. Zoolog. Part a Comp. Exp. Biol. 305 (9): 761—8. PMID 16902961. doi:10.1002/jez.a.311.
6. ↑  McBriar MD (2006). „Recent advances in the discovery of melanin-concentrating hormone receptor antagonists”. Current opinion in drug discovery & development. 9 (4): 496—508. PMID 16889232.

## Dodatna literatura
- „Melanin-Concentrating Hormone  Receptors”. IUPHAR Database of Receptors and Ion Channels. International Union of Basic and Clinical Pharmacology. Архивирано из оригинала 03. 03. 2016. г.

## Spoljašnje veze
- melanin-concentrating+hormone+receptor на 
- MCHR1+protein,+human на 
- MCHR2+protein,+human на 